# Hypnum columbico-palustre
Hypnum columbico-palustre là một loài Rêu trong họ Hypnaceae. Loài này được Müll. Hal. & Kindb. mô tả khoa học đầu tiên năm 1892.